# 四川省图书馆
四川省图书馆位于成都市天府广场西北角，是服务于西南地区公民借阅需求的公共图书馆。

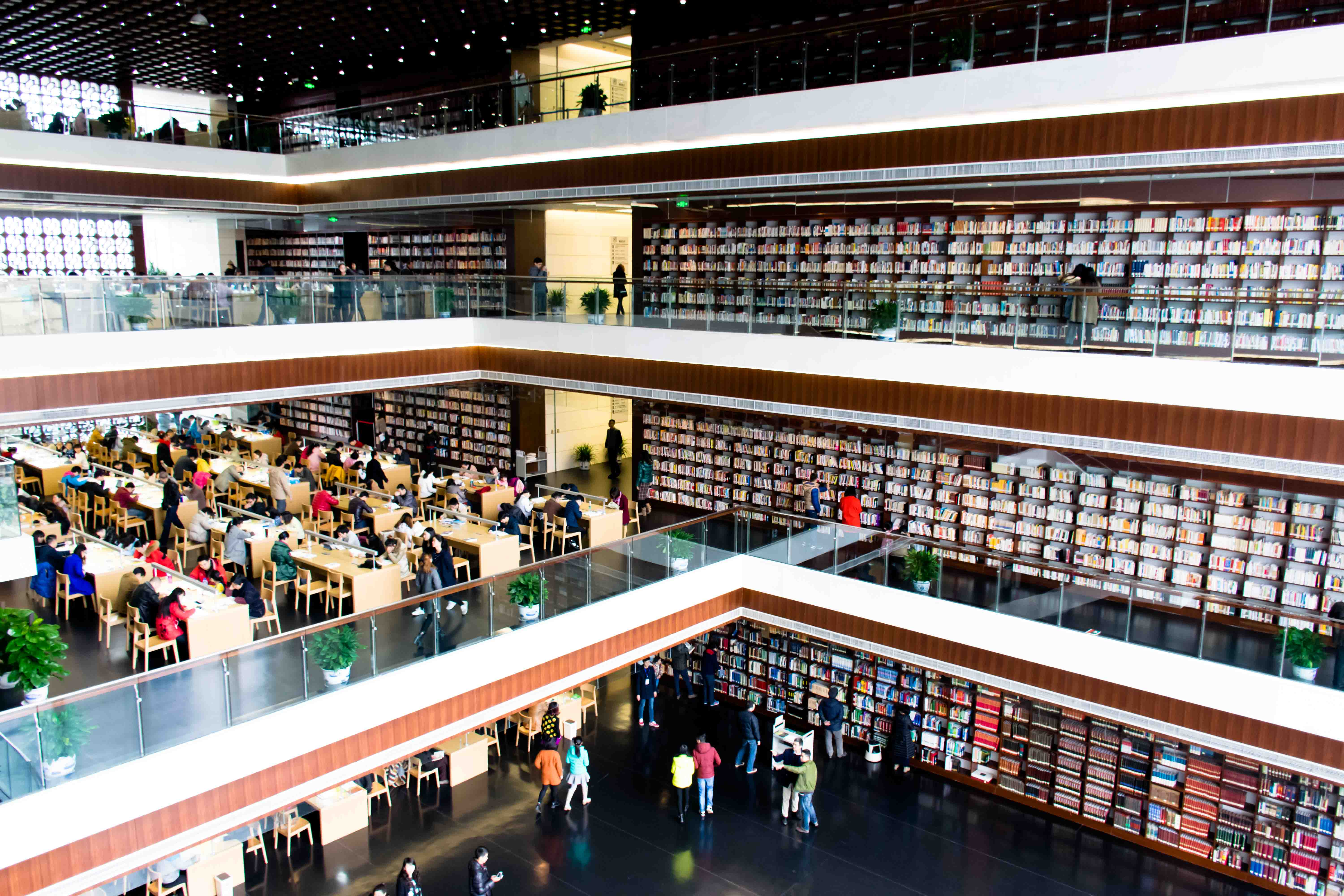
四川省图书馆 星光阅览厅

## 概述
四川省图书馆始建于1912年10月，是中国成立较早的公共图书馆之一，也是西南地区成立最早的公共图书馆。全馆实行免费开放、免证阅览。采用无线射频技术智能化管理图书，在流通书籍中嵌入RFID芯片，实现了图书管理、借阅流通的自动化。
图书馆共八层，馆内设有3000余个座席，可同时容纳6000名读者在馆阅读。另有约3000个信息节点，供读者访问网络、查询图书。
新馆外观设计来源于汉代书阙，两阙之间的台阶式中庭象征“知识的阶梯”。

## 馆藏状况
现有藏书500万册/件，其中古籍65万册、民国文献22万册，数字资源150TB。
馆内藏书主要来自拨款购书、全省调拨以及名人捐赠。尤其早期收藏的古籍善本来自周新甫、姜明达、龚泽浦、罗厚甫、刘咸炘、王武君、李劼人、李一氓等人以及崇庆县上古寺（现崇州光严禅院）、成都市外侨管理科等处的捐赠。
此后还曾收购著名川西藏书家严谷声在其贲园的藏书35028册、赵法德收藏的《碛砂藏经》2725卷。

## 借阅规则
馆内除古籍阅览室外均免证借阅。
- 书刊报资料仅在所属区域内阅览。
- 开架图书每次限取2册，外借则需在服务台凭二代身份证办理（每次可外借图书5册，借期30天）。
- 阅览保存本书刊资料，须填写索书单，交由工作人员提取，阅毕归还（一次限2种，仅供本人使用）。
- 阅览古籍文献资料，须填写索书单，交由工作人员提取，阅毕归还。为避免污损古籍，阅读时仅可使用铅笔做笔记。
- 待修复图书不提供阅览。

复制书刊资料，须填写复制申请单，并承诺遵守著作权法，在指定地点办理复制手续，复制后立即归还。每册古籍的复制上限为10页，且不可多于整册古籍的1/3内容。

## 馆内布局
地上1到6层对外开放，7、8层为办公区。以下仅列出各楼层功能性分区，具体分布图见官网（页面存档备份，存于）。

### 地下二层
停车场

### 地下一层
藏书库

### 一层
展览厅（一、二）、幼儿阅览区、青少年阅览区、视障阅览区

### 二层
南门（主读者入口）、外借区（一、二）、自助存包区（一、二）、第二学术报告厅、读书广场、总服务台、目录检索区（OPAC）、自修区

### 三层
报刊阅览区、研究室（一、二）、三层星光阅览厅、星光阅览厅服务台、三层目录检索区（OPAC）、参考咨询服务台、地方文献阅览区（巴蜀书库）、四川省人民政府信息查询中心

### 四层
中文图书阅览区（一、二）、研究室（三、四）、四层星光阅览厅、四层目录检索区（OPAC）

### 五层
保存本阅览室（一、二）、古籍（民国）文献阅览室、研究室（五、六）、五层星光阅览厅、五层目录检索区（OPAC）

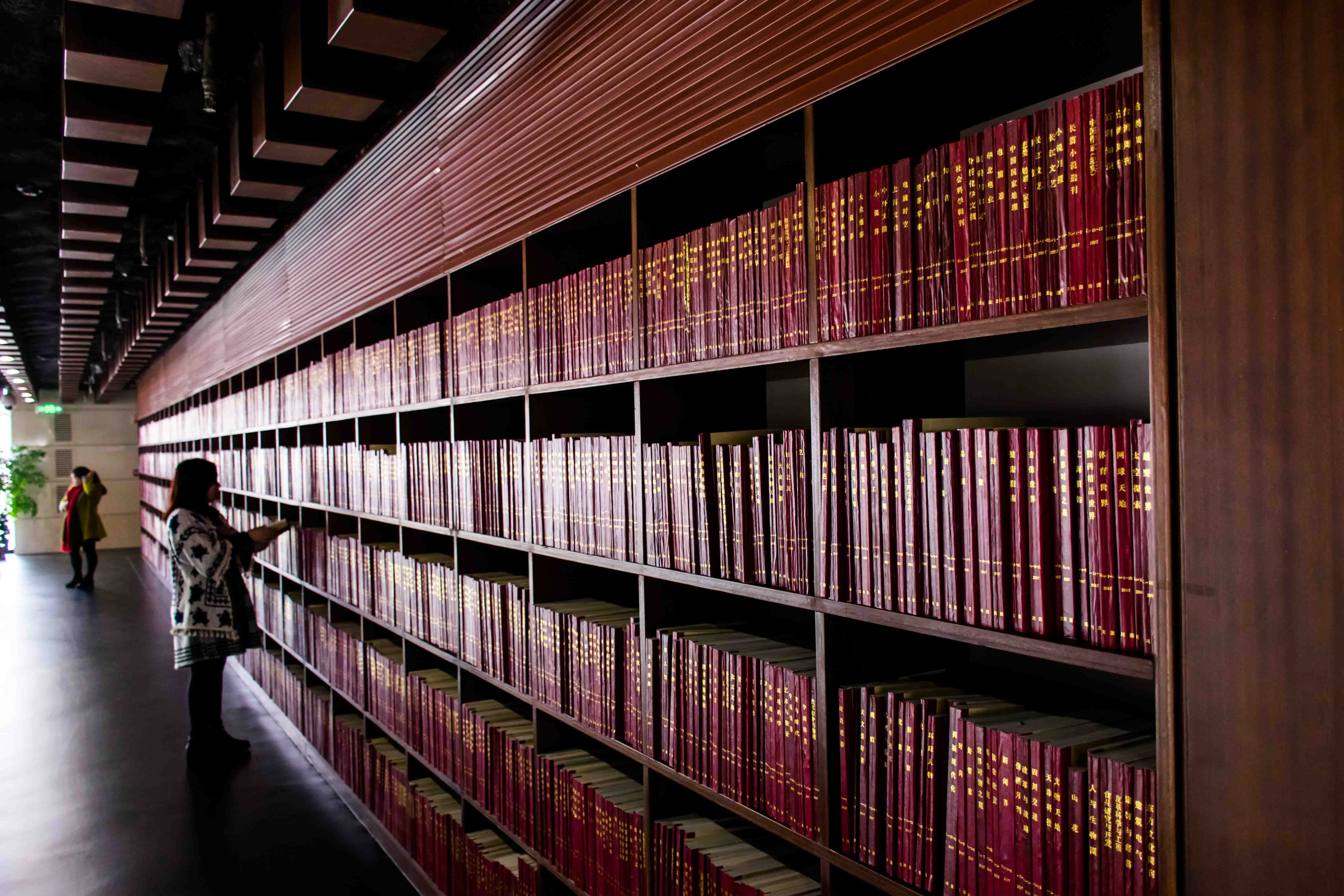
图为馆内星光阅览厅第6层

### 六层
外文台港澳阅览区、研究室（七、八）、公共数字文化服务区、六层星光阅览厅、六层目录检索区（OPAC）

### 七层
贲园会议室、藏园会议室、馆领导办公室、馆党委办公室、馆行政办公室、财务科、人事科、采购办、馆公会、培训辅导部

### 八层
四川省古籍保护中心、文献微缩复制中心工作间

## 发展历史

### 四川省立图书馆时期
1912年10月20日，四川省立图书馆成立于成都少城公园（今人民公园）西一栋青砖小楼内。
后因四川财政经费告罄，1927年移交成都市政公所代管，并更名为成都市立图书馆。1929年11月，四川省教育厅试图将其收归省管时，被成都市政府回函拒绝。

### 再建省立图书馆
1936年，四川省教育厅建立省立图书馆筹备委员会，筹备再建省图书馆。1940年4月10日，四川省图书馆重新成立。馆址位于成都城守街前清城守衙门。
- 1950年更名川西图书馆。
- 1951年更名川西人民图书馆。
- 1952年更名为四川省图书馆，并沿用至今。

### 总府路新馆
随着藏书量的增加，旧馆的书库不敷使用。1972年，省图书馆选址总府路建设新馆，建筑面积5000平方米，于1978年4月落成。

### 天府广场新馆

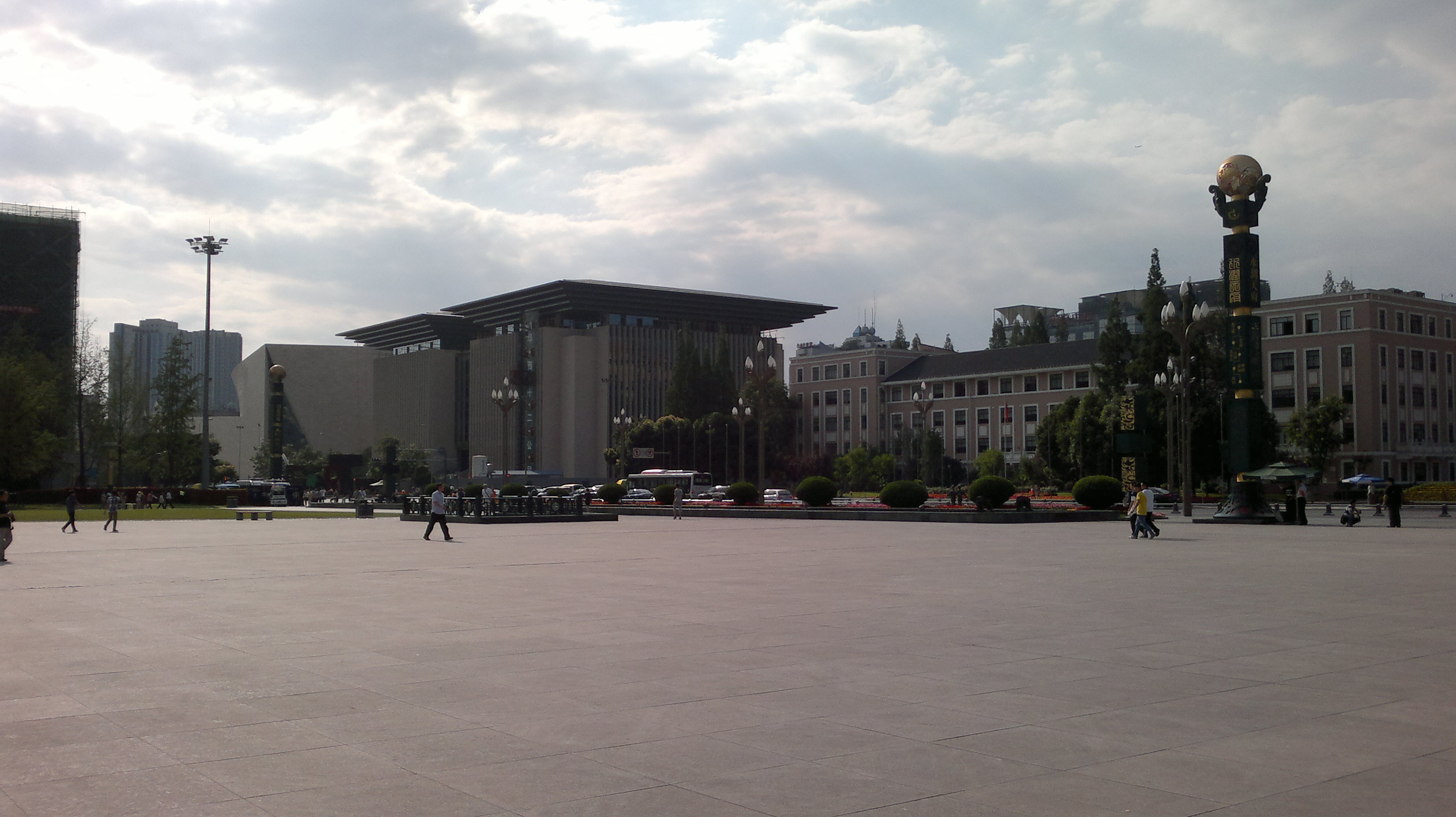
天府广场西北角远眺四川省图书馆

由于读者数量和藏书量的激增，为解决进一步增长的空间需求，2009年12月23日四川省图书馆新馆建设工程在天府广场人民西路北侧正式奠基开工。新馆占地总面积17亩，总建筑面积5.1万平方米，饱和藏书量可达750余万册/件，于2015年12月26日面向公众开放试运行。于2016年4月23日起正式运行。